# George H. Hitchings
George Herbert Hitchings (18. dubna 1905 Hoquiam – 27. února 1998 Chapel Hill) byl americký farmaceut, chemik a lékař, nositel Nobelovy ceny za fyziologii a lékařství za rok 1988. Spolu s ním ji dostali James W. Black a Gertrude Elionová za objevy důležitých principů pro fungování léků, Hitchings konkrétně za práci týkající se chemoterapie. Uplatnil nový přístup k farmaceutickému výzkumu a vývoji léků, navrhoval zcela nové molekuly se specifickou molekulární strukturou. Do té doby se léky vyvíjely metodou pokus-omyl, kdy vědci hledali léčivé vlastnosti u existujících látek a experimentovali s materiály získanými přirozenou cestou.
Vystudoval chemii na Washingtonské univerzitě a na Harvardově univerzituě získal doktorát z biochemie. S Elionovou začal pracovat roku 1944 v laboratořích Wellcome Research Laboratories, kde se podílel na vytvoření celé řady léčiv, zejména proti rakovině, virovým a bakteriálním infekcím a imunitním onemocněním. Také vyučoval na Dukeově univerzitě.

## Vzdělání a profesní život
George Hitchings se narodil v roce 1905 v Hoquiamu ve státě Washington. Otec byl stavitel lodí, rodina se proto často stěhovala po západním pobřeží a George vyrůstal v Kalifornii v Berkeley a v San Diegu, a ve státě Washington v Bellinghamu a v Seattlu. Když mu bylo dvanáct let, otec po delší nemoci zemřel a George se od té doby začal zajímat o medicínu. V roce 1923 maturoval na Franklinově střední škole v Seattlu a odtud odešel na Washingtonskou univerzitu, kterou absolvoval v roce 1927 s vyznamenáním v oboru chemie, a následující rok zde získal magisterský titul.
Z Washingtonské univerzity odešel jako pedagogický pracovník na Harvardovu univerzitu a zakotvil na Harvard Medical School, kde v roce 1933 získal doktorát z biochemie.  Spojené státy americké se následně propadly do velké hospodářské krize a Hitchings zastával různé dočasné akademické pozice, dokud v roce 1942 nenastoupil do farmaceutické firmy Wellcome Research Laboratories (později Glaxo Wellcome, v současnosti GlaxoSmithKline, GSK).
V roce 1967 se stal viceprezidentem pověřeným výzkumem společnosti Burroughs-Wellcome. V letech 1971–1989 byl prezidentem soukromé nadace Burroughs Wellcome Fund, která podporovala farmaceutický výzkum. V roce 1994, krátce před svými 90. narozeninami, odešel ze společnosti Burroughs Wellcome do důchodu jako emeritní vědec.
V letech 1970–1985 působil také jako mimořádný profesor farmakologie a experimentální medicíny na Dukeově univerzitě.

## Vědecká kariéra

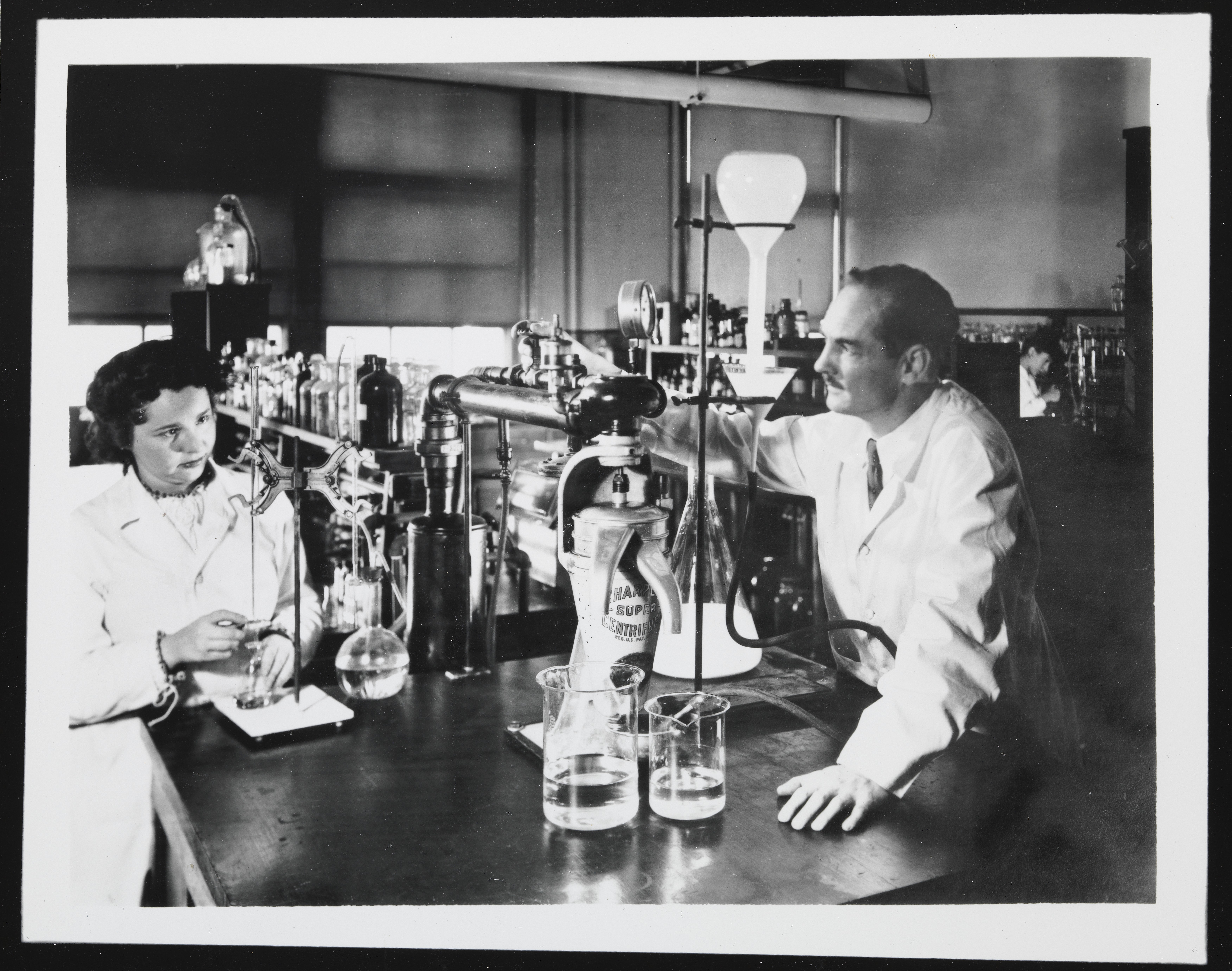
V laboratoři s Gertrudou Elion kolem roku 1948

V roce 1942 nastoupil jako vedoucí a jediný zaměstnanec do nového biochemického oddělenído Wellcome Research Laboratories v Tuckahoe. V roce 1944 začal spolupracovat s Gertrudou Elionovou a jejich spolupráce trvala přes čtyřicet let. Zaměřili se na vývoj léků obsahujících analogy nukleových kyselin, uměle vytvořené látky, které se podobají struktuře přirozeně se vyskytujících složek DNA a mají potenciál inhibovat replikaci DNA a tím potlačit růst rakoviny, replikaci virů nebo růst bakterií.
Prvním významným úspěchem byl vývoj léku proti malárii pyrimetaminu. Primárním cílem bylo nicméně hledání léků proti rakovině. Podařilo se vyrobit sloučeninu 6-merkaptopurin, která vyvolávala remise u dětí s některými typy leukemie. V té době bylo známo jen velmi málo léků proti rakovině. Další výzkum metabolismu purinů přinesl účinnou léčbu dny. Lék alopurinol byl velmi úspěšný při prevenci bolestivých záchvatů nemoci a měl minimální nežádoucí účinky. Mezitím se rychle rozvíjela imunologie, ukázalo se, že merkaptopurin zastavuje imunitní reakce u králíků, a vznikly další sloučeniny, jejichž výsledkem bylo imunosupresivum azathioprin, někdy označované za lék, který umožnil transplantaci orgánů. Mezi další léky patří trimethoprim, který se používal k léčbě meningitidy, septikémie a bakteriálních infekcí močových a dýchacích cest. Hitchingsův výzkum přispěl také k novým poznatkům, které otevřely cestu k vývoji antivirotik proti herpetickým infekcím (acyklovir) a AIDS (zidovudin).
K roku 2024 Hitchings publikoval více než 200 výzkumných prací, které mají přes 10 000 citací. Byl autorem 85 patentů.

## Osobní život

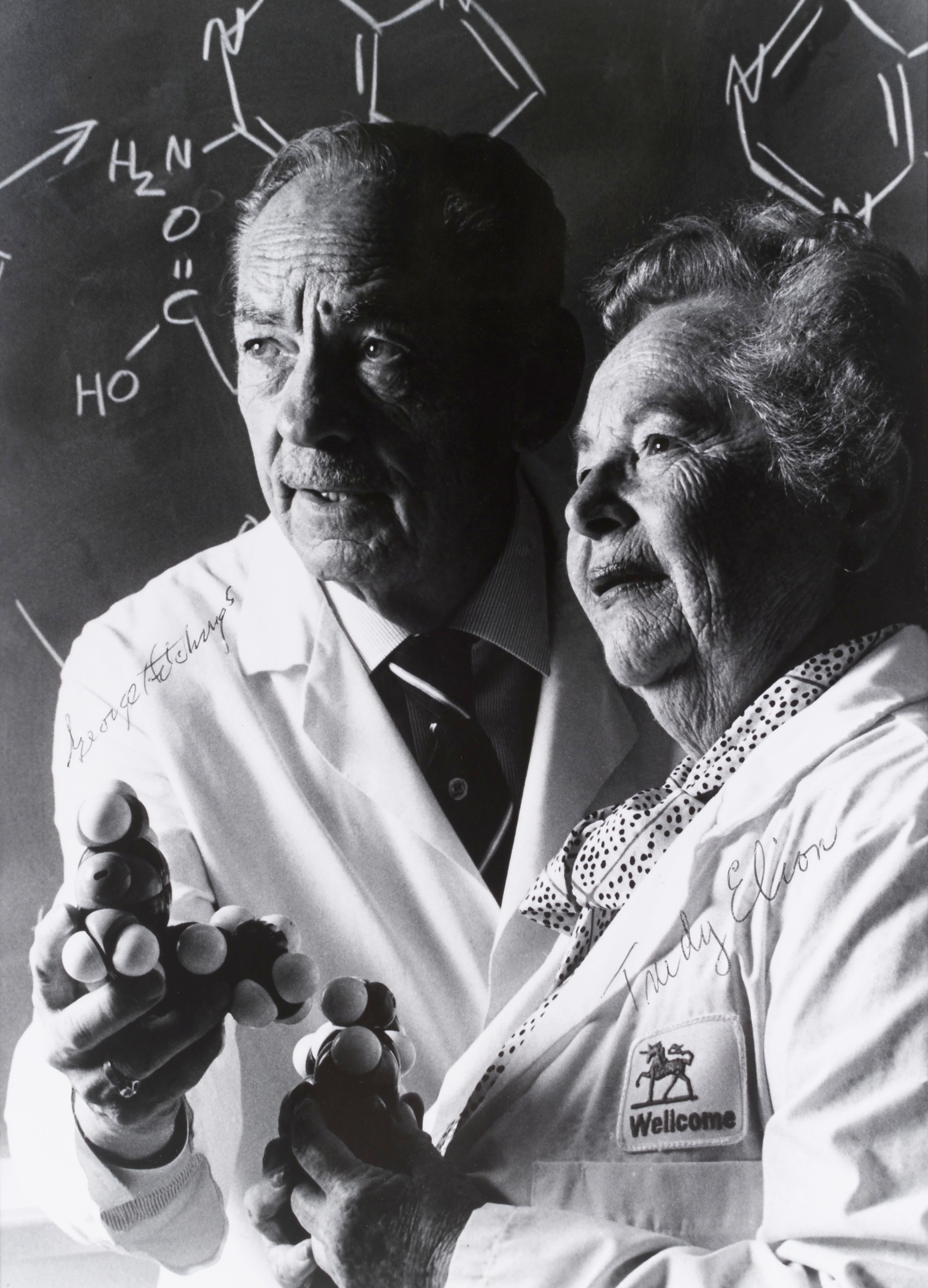
George Hitchings a Gertrude Elion v roce 1988

V roce 1933 se oženil s Beverly Reimer a později se jim narodila dcera Laramie Ruth a syn Thomas Eldridge. Beverly trpěla autoimunitní chorobou a v roce 1985 zemřela. Hitchings se v roce 1989 znovu oženil s doktorkou Joyce Carolyn Shaver.
V roce 1983 založil nadaci Triangle Community Foundation, která se věnuje potřebám tří měst v Severní Karolíně, Raleighu, Durhamu a Chapel Hillu, která na mapě tvoří trojúhelník. Hitchings nadaci věnoval celou finanční část Nobelovy ceny. Nadace koordinuje činnost se soukromými dárci a neziskovými organizacemi s cílem zlepšit gramotnost mládeže, ochranu životního prostředí a umění v komunitě v oblasti trojúhelníku měst.
Na sklonku života trpěl Hitchings Alzheimerovou chorobou, zemřel dne 27. února 1998 v Chapel Hill v Severní Karolíně.

## Ocenění
V roce 1976 byl zvolen zahraničním členem Královské společnosti v Londýně, v roce 1977 byl uveden do Národní akademie věd USA a v roce 1978 obdržel výroční cenu American Cancer Society.
Hitchings a Elionová získali v roce 1988 společně s britským chemikem sirem Jamesem Blackem Nobelovu cenu za fyziologii a lékařství za objevy důležitých principů pro vývoj nových léků.